# 瓦尔特·博特
瓦尔特·威廉·格奥尔格·博特（德語：Walther Wilhelm Georg Bothe，1891年1月8日—1957年2月8日）是一名德国物理学家、数学家和化学家，1954年获诺贝尔物理学奖。

## 生平
瓦尔特·博特于1891年1月8日出生在德国柏林附近的奥拉宁堡。1908年至1912年在柏林洪堡大学学习物理学，导师是马克斯·普朗克，第一次世界大战前夕获得博士学位。
第一次世界大战时，他作为囚犯被俄国囚禁在西伯利亚历时一年，这一年，他致力于数学和俄语的学习，1920年被送回德国，此后一直在柏林洪堡大学任教，同时在柏林的国家物理工程研究所（Physikalisch-Technische Reichsanstalt）工作，直到1930年被任命为吉森大学物理学教授和物理研究所主任。
1932年接替菲利普·莱纳德任海德堡大学物理研究所主任，同时开始在马克斯-普朗克学会工作，1934年成为海德堡的马克斯-普朗克医学研究所主任。第二次世界大战结束时，回到海德堡大学物理系任教，直到患病迫使他减少工作强度，但他仍继续指导马克斯·普朗克物理研究所的工作，直到1957年2月8日在海德堡逝世。

## 研究
博特的科研工作从原子核物理学的广泛领域，他的研究结果带来了新的应用前景和方法。
一战后博特在柏林的国家物理工程研究所与汉斯·盖格合作，他最重要的发现就是在那里完成的。他发现如果单个粒子被两个或多个盖格尔计数器探测到，这些探测到的脉冲在实践中将是同时发生的。利用这种现象，他在1924年发明了“符合方法”，并设计了符合电路，每个盖格尔计数器发出脉冲，而符合电路可以指示出同时到达的脉冲，这种电子设备有一个输出和两个或多个输入，只有当两个或多个输入同时接收到信号时，输出才被激活，它是最早的与逻辑门电路之一。这种电子设备可以用来确定粒子的角动量，被广泛应用在粒子物理学实验和其他科技领域。利用符合方法，博特紧接着得到了许多重要发现。比如他用符合方法研究康普顿散射，和盖格尔一起提出轻金属射线的小角度散射概念，并在1926年和1933年发表文章总结了他们的研究工作，建立起了分析散射过程的新方法。
1923年至1926年，博特致力于光的微粒子理论的实验和理论研究，他在康普顿散射效应发现前几个月，在充满氢的云室中观察到X射线反冲电子的轨道，并朝着光电辐射的方向继续研究，他和盖格尔一起将康普顿散射效应和玻尔理论联系在了一起，他们的研究成果很大地支持了光的粒子性理论。
1920年代，博特用符合方法发现了来自上层大气层的穿透射线，这种射线现在被称为宇宙射线。博特的数据指出，这种射线并非只包含伽马射线，而是也含有高能粒子（现在知道大部分是介子）。1927年，博特开始用α粒子轰击轻金属元素，虽然轰击后分裂的产物用肉眼看到的只是火花，但玻尔用符合方法制作了探针计数器，使得对其的计数成为可能。1929年他又提出一种新的研究方法，让宇宙射线和紫外线通过盖格尔计数器，证明了射线中存在强穿透力的带电粒子，由此奠定了原子核光谱学的基础。
1930年代，他发现用α粒子轰击铍所产生的射线，是一种全新的，比伽马射线具有很强穿透力的高能射线，这直接导致了1932年被詹姆斯·查德威克发现是中子。
1941年，博特和Peter Jensen发表了对石墨的中子吸收实验结果，然而由于他们得出的结论错误，阻止了德国在二战中的核计划的进展。博特一直认为自己是个爱国主义者，并且认为他不需要因为在二战中帮助德国研发武器而道歉。二战期间的1943年，博特完成了德国的第一台粒子回旋加速器，1953年被授予马克斯·普朗克奖章。

## 荣誉
博特是海德堡科学院(Heidelberg Academy for Sciences and Humanities)、哥廷根科学院、莱比锡萨克森科学院(Saxonian Academy of Sciences and Humanities)的会员，被授予马克斯·普朗克奖章、联邦十字勋章和骑士勋章，